# Возвышенное
Возвы́шенное — одна из центральных категорий эстетики, характеризующая внутреннюю значительность предметов и явлений, несоизмеримых по своему идеальному содержанию с реальными формами их выражения.

«Возвышенное» как эстетическая категория означает нечто осознаваемое, что дает нам впечатление величины, возможно даже святости, выходящее за рамки красоты. Поэтому возвышенное зачастую сопряжено с чувством недоступности, необъятности. Оно вызывает изумление, связанное с благоговением и/или страхом.

Различие между возвышенным и красотой является, по-видимому, западной проблемой, восточная философия, в частности китайская философия, не знает подобного различения.

## Античность
В античности Возвышенное было характеристикой стиля ораторского искусства.

В Поэтике Аристотеля Возвышенное также играет большую роль. Возвышенный стиль используется в античной риторике в рамках так называемого «Учения о трёх стилях» (Genus Grande). 

Первое известное исследование Возвышенного приписывается Псевдо-Лонгину «О Возвышенном» (греч. Περί ΰψους). Предполагается, что данное произведение было написано в 1-м веке нашей эры, хотя его происхождение и авторство сомнительны. Для Псевдо-Лонгина Возвышенное это прилагательное, которое описывает величественную, благородную мысль или язык, особенно в контексте риторики. Таким образом, Возвышенное внушает трепет и благоговение, с присущей ему силой. Трактат Псевдо-Лонгина примечателен своими ссылками не только на античных авторов, таких как Гомер, но и на библейские источники, например Книгу Бытия.

Этот трактат был вновь открыт в XVI веке, и его последующее влияние на эстетику как правило связывают с переводом на французский Николя Буало-Депрео в 1674 году. На русском трактат «О Возвышенном» был издан в 1803 году.

## XVIII век

### Английские мыслители
Вопрос о концепции Возвышенного (отдельной от концепции Красоты) как эстетического качества в природе был впервые поставлен в XVIII веке в трудах Энтони Эшли Купера Шефтсбери и Джона Денниса (1685—1734, английский критик и драматург), выражающих понимание пугающей и иррациональной сущности природы, а также в синтезе концепций о Возвышенном Джозефа Аддисона в его журнале «Spectator». Все три англичанина в течение нескольких лет путешествовали в Альпах и комментировали в своих трудах ужас и гармонию этого опыта, показывающего разнообразие эстетических качеств.
Джон Деннис был первым, кто в 1693 году опубликовал в журнале Miscellanies (англ. альманах, сборник) свои комментарии к описанию путешествия через Альпы, где, в отличие от его прежних чувств к красоте природы как «delight that is consistent with reason» (англ. «восторг, который согласуется с разумом»), опыт этого путешествия был с одной стороны приятен глазу, как музыка уху, но с другой «mingled with horrors, and sometimes almost with despair» (англ."смешивались с ужасом, а иногда почти с отчаянием").
Шефтсбери совершил путешествие за два года до Денниса, но опубликовал свои комментарии только в 1709 году в работе Moralists. Его комментарии также отражают эту амбивалентность, удовольствие и ужас, но его концепция Возвышенного по отношению к Красоте была не такая резкая, как у Джона Денниса, который превратил её в новую форму литературной критики. Энтони Эшли Купер обращает внимания в своих сочинениях больше на страх бесконечности пространства, где Возвышенное не является эстетическим качеством, в отличие от Красоты, но качеством более грандиозным и имеющим большее значение, чем Красота.
Джозеф Аддисон приступил к своему большому путешествию в 1699 году и писал в своих заметках к путешествиям по некоторым частям Италии, что Альпы наполняют разум приятным видом ужаса. Значимость его концепции Возвышенного в том, что три вида удовольствия, которые он идентифицировал: величие, необычность и красота, возникают из видимых объектов (то есть, из поля зрения, а не от риторики). Следует также отметить, что он не использует в этих трудах термин Возвышенное, а все время пользуется его полу-синонимами: «беспредельный», «неограниченный», «просторный», «величие». Понятие Величия является неотъемлемой частью концепции Аддисона о Возвышенном. Объект искусства может быть красивым, но он не может подняться до Величия. Его работы, как правило, считаются отправной точкой для анализа Бёрка.

#### Эдмунд Бёрк
В Новое время Возвышенное возвращается в поле дискуссии посредством работы Эдмунда Бёрка «Философское исследование относительно возникновения наших понятий о возвышенном и прекрасном» (1757). Возвышенное у Бёрка — это то, что «так или иначе способно вызывать представление о страдании или опасности, то есть всё, что так или иначе ужасно». Эдмунд Бёрк был первым философом, который заговорил о том, что Прекрасное и Возвышенное есть понятия взаимоисключающие. Эта дихотомия не так проста, как у Джона Денниса, она антитетична, как свет и тьма. Прекрасное может быть подчеркнуто светом, а интенсивный свет или темнота (отсутствие света) могут являться Возвышенным до такой степени, что способны стирать видимый объект.
Концепция Бёрка о Возвышенном резко отличалась от классического понятия эстетического качества красоты как приятного опыта, описанного Платоном в нескольких его диалогах, и предложила понятие Уродства как эстетическое качество, способное вызывать сильные эмоции, создавая в конечном итоге приятный опыт. До Бёрка в классической догматике понятие Уродства, в первую очередь, описанного в трудах Августина Блаженного, определялось как не имеющее формы и, следовательно, несуществующее. Прекрасное было для Аврелия Августина следствием благожелательности и доброты Божьего творения, а как категория не имело противоположности. Уродство было бесформенностью в отсутствии красоты.
Для Аристотеля функцией художественных форм было создание удовольствия, и он впервые задумался над проблемой предмета искусства, представляющего уродливое как вызывающее «боль». Детальный анализ Аристотелем этой проблемы основан на его изучении трагической литературы и её парадоксальной природы, она шокирует, но в то же время имеет поэтическое значение.
Трактат Бёрка также отличается своим акцентом на физиологических аспектах Возвышенного, в частности, двойной эмоциональной сущности страха и привлекательности, отмеченный другими авторами. Бёрк описал ощущение, приписываемое Возвышенному, как негативную боль, которую он назвал восторгом и которая отличается от положительного удовольствия.

### Немецкие мыслители
В статье «О Лаокооне» (1798) Иоганн Вольфганг Гёте утверждает, что содержанием произведения искусства должен стать предмет изображения в наивысший момент своего развития, способный вознести дух человека над ограниченностью действительности.

#### Возвышенное у Канта
В 1764 году Иммануил Кант предпринял попытку записать свои мысли на тему ментального состояния субъекта в произведении «Наблюдения над чувством прекрасного и возвышенного». Он полагал, что Возвышенное может быть трех видов: благородного, великолепного и устрашающего.

Аналитика Прекрасного и возвышенного представлена у Канта в «Критике способности суждения» (1790). Сущность возвышенного заключается в его величии. Чувство возвышенного — это чувство удовольствия, связанного со страхом. Кант говорит о том, что есть две формы Возвышенного: математическая и динамическая, хотя некоторые его комментаторы считают, что есть ещё и третья форма, моральное Возвышенное, преобразованное «благородное» Возвышенное. Он делал существенное различие между Прекрасным и Возвышенным, Прекрасное связано с формой объекта, она имеет границы, в то время как Возвышенное можно найти в бесформенном объекте. 

«Общность прекрасного и возвышенного состоит в том, что оба они нравятся сами по себе. А также в том, что оба они предполагают не чувственное и не логически определяющее суждение, а суждение рефлексии;»

«Прекрасное в природе относится к форме предмета, которая состоит в ограничении; напротив, возвышенное может быть обнаружено и в бесформенном предмете, поскольку в нём или в связи с ним представляется безграничность, к которой тем не менее примысливается её тотальность; таким образом, прекрасное служит, по-видимому, для изображения неопределенного понятия рассудка, возвышенное — для такого же понятия разума.»

Перед лицом бесконечного моря человек осознает по Канту свое бессилие. Но превосходству природы он может противопоставить осознанность, несмотря на то, что он проигрывает природе, у него есть осознание своей человечности, своего возвышенного предназначения. Его неполноценность как чувственного, плотского существа превращается в превосходство в качестве нравственного существа. Именно нравственно-духовное преодоление чувственной природы человека показывает его возвышенную сущность.

#### Артур Шопенгауэр
Для того, чтобы уточнить понятие Возвышенного, Шопенгауэр приводит примеры перехода от Прекрасного к Возвышенному. Их можно обнаружить в первом томе его произведения «Мир как воля и представление», § 39.
Для него чувство прекрасного заключается в том, чтобы увидеть объект, который побуждает наблюдателя выйти за пределы индивидуальности и просто наблюдать идею, лежащую в основе объекта. Чувство возвышенного, однако, возникает тогда, когда объект не вызывает такого созерцания, а является всепоглощающим или огромным злокачественным объектом огромной величины, который может уничтожить наблюдателя.
- Ощущение красоты - Свет отражается от цветка. (Удовольствие от простого восприятия объекта, который не может причинить вреда наблюдателю).

- Самое слабое ощущение возвышенного - Свет, отраженный от камней. (Удовольствие от созерцания объектов, не представляющих никакой угрозы, объектов, лишенных жизни).

- Слабое ощущение возвышенного - Бесконечная пустыня без движения. (Удовольствие от созерцания объектов, которые не могут поддерживать жизнь наблюдателя).

- Возвышенное - Бурная Природа. (Удовольствие от восприятия объектов, которые угрожают причинить боль или уничтожить наблюдателя).

- Полное ощущение возвышенного - Всепоглощающая бурная природа. (Удовольствие от созерцания очень жестоких, разрушительных объектов).

- Наивысшее ощущение возвышенного - Необъятность протяженности или длительности Вселенной. (Удовольствие от знания ничтожества наблюдателя и единства с природой).

#### Возвышенное у Гегеля
Георг Вильгельм Фридрих Гегель считал Возвышенное маркером культурных различий и характерной чертой восточного искусства. Его теологический взгляд на историю подразумевал, что восточные культуры менее развиты, более авторитарны и имеют больший страх перед божественным законом. В соответствии с этим восточные художники более предрасположены к эстетике, к Возвышенному. Типичными примерами этому были избыток сложных деталей, свойственный китайскому искусству, и симметричные узоры, характерные для исламского искусства.

#### Рудольф Отто
Рудольф Отто сравнивал возвышенное со своей новой концепцией сверхъестественного. Нуминозное включает в себя ужас, трепет, но также и странное очарование.  

## Современная философия

### 20 век
Последние десятилетия XIX века ознаменовались появлением "Kunstwissenschaft", или "науки об искусстве" - движения, направленного на выявление законов эстетической оценки и выработку научного подхода к эстетическому опыту.
В начале XX века неокантианский немецкий философ и теоретик эстетики Макс Дессуар основал журнал "Zeitschrift für Ästhetik und allgemeine Kunstwissenschaft", который он редактировал в течение многих лет, и опубликовал работу "Ästhetik und allgemeine Kunstwissenschaft" ("Эстетика и всеобщая наука об искусстве" 1906 г.), в которой он сформулировал пять основных эстетических форм: прекрасное, возвышенное, трагическое, уродливое и комическое.
Переживание возвышенного включает в себя самозабвение, когда личный страх сменяется чувством благополучия и безопасности при столкновении с объектом, демонстрирующим высшую мощь, и подобно переживанию трагического. "Трагическое сознание" - это способность достичь возвышенного состояния сознания от понимания неизбежного страдания, предназначенного для всех людей, и того, что в жизни есть противоречия, которые никогда не могут быть разрешены, в особенности это касается "прощающей щедрости божества", подчиненной "неумолимой судьбе".
Томас Вайскель переосмыслил эстетику Канта и романтическую концепцию возвышенного через призму семиотической теории и психоанализа. Он утверждал, что "математическое возвышение" Канта можно рассматривать в семиотических терминах как наличие избытка означающих, монотонная бесконечность грозит растворить все оппозиции и различия. 
С другой стороны,"динамическое возвышенное" было избытком означаемого: смысл всегда был переопределенный.
Согласно Жан-Франсуа Лиотару, возвышенное, как тема эстетики, было основополагающим движением модернистского периода. Лиотар утверждал, что модернисты пытались заменить прекрасное освобождением воспринимающего от ограничений человеческого состояния. Для него значение возвышенного заключалось в том, что оно указывает на апорию (непроходимое сомнение) в человеческом разуме; оно выражает край наших концептуальных сил и раскрывает множественность и неустойчивость постмодернистского мира.

### 21 век
По мнению Марио Коста, понятие возвышенного следует рассматривать прежде всего в связи с эпохальной новизной цифровых технологий и технологическим художественным производством: новым медиаискусством, компьютерным алгоритмическим искусством, сетевым, телекоммуникационным искусством. Для него новые технологии создают условия для нового вида возвышенного: "технологического возвышенного". Традиционные категории эстетики (красота, смысл, выражение, чувство) вытесняются понятием возвышенного, которое, будучи "естественным" в XVIII веке и "метрополитен-индустриальным" в современную эпоху, теперь стало технологическим.
Кроме того, с начала 1990-х годов наблюдается некоторое возрождение интереса к возвышенному в аналитической философии: периодически появляются статьи в Journal of Aesthetics and Art Critics и British Journal of Aesthetics, а также монографии таких авторов, как Малкольм Бадд, Джеймс Кирван и Кирк Пиллоу. Как и в традиции постмодернизма или критической теории, аналитические философские исследования часто начинаются с рассказов Канта или других философов XVIII или начала XIX веков. Обращает на себя внимание общая теория возвышенного в традиции Лонгина, Берка и Канта, в которой Цан лап Чуэн (Tsang Lap Chuen)рассматривает понятие предельных ситуаций в человеческой жизни как центральное для опыта.
Ядранка Скорин-Капов в "The Intertwining of Aesthetics and Ethics: Exceeding of Expectations, Ecstasy, Sublimity" говорит о том, что возвышенность -  это общий корень эстетики и этики: "Происхождение удивления - это разрыв или пауза между чувственностью и силой представления... Восстановление сил, которое следует за разрывом между чувственностью человека и его репрезентативной способностью, приводит к возвышенности и последующим чувствам восхищения и/или ответственности, позволяя переплетать эстетику и этику... Роль эстетики и этики—то есть роли художественных и моральных суждений-очень актуальна для современного общества и деловой практики, особенно в свете технологических достижений, которые привели к взрыву визуальной культуры и к смеси благоговения и страха, когда мы рассматриваем будущее человечества."

## Возвышенное в музыке
Опера как целостное произведение искусства, как синтез слова, звука, изображения и актерской игры, с самого начала была связана с ощущением праздника, чего-то особенного.